# Marabá Paulista
Marabá Paulista este un oraș în São Paulo (SP), Brazilia.